# Bob Stanley
Bob Stanley va néixer el 1964 i és músic del grup pop Saint Etienne, productor cinematogràfic i DJ anglès. Stanley també ha exercit de periodista musical per a Melody Maker, Mojo, The Guardian, NME o The Times. Al llarg de la seva vida ha gestionat diferents segells discogràfics, des de Caff –que va llançar singles de Manic Street Preachers, Pulp i The Claim– fins a Icerink i EMI Disc. Stanley també ha escrit erudites notes interiors per a recopilacions de Joe Meek, Sandie Shaw o The Searchers. Al setembre del 2013 va publicar el seu segon llibre Yeah Yeah Yeah: The Story of Modern Pop (Faber), una enciclopèdica història de la música pop.